# Drážní vodojem (Zbytiny)
Drážní vodojem stojí v dopravně (někdejší železniční stanici) Zbytiny na železniční trati 197 Číčenice – Nové Údolí v okrese Prachatice. Vodojem byl roce 2006 Ministerstvem kultury České republiky prohlášen kulturní památkou České republiky.

## Historie
Regionální trať zahájila svůj provoz 14. října 1893 na úseku Vodňany–Prachatice. V roce 1899 byl zprovozněn úsek Prachatice–Volary. Během výstavby byla ve stanici Zbytiny postavena drážní budova a vodárenská věž, která sloužila pro zbrojení parních lokomotiv vodou. Zaváděním motorové dopravy vodárna ztrácela na významu a zůstala opuštěna.

## Popis
Vodárna je samostatně stojící věžová stavba na půdorysu obdélníku s kamenným odsazeným soklem ve východní části areálu dopravny Zbytiny. Na soklu z bosovaných kamenných kvádrů s obvodovou linkou je kamenné přízemí, v patře je hrázděné zdivo s dřevěným obložením a se sedlovou střechou. Fasádu přízemí tvoří hladká vápenná omítka. Ze strany kolejiště je vstup s mělkou segmentovou římsou. Mezi zděným a hrázděným patrem je oběžná římsa. Bednění patra je provedeno ze svisle kladených prken na spárách překrytých latěmi. Bednění přesahuje do trojúhelníkového štítu. V patře je obdélné okno nad vchodem. Střecha přesahuje na všech čtyřech stranách a je kryta bobrovkami.
V interiéru se dochovala ocelová vodní nádrž s částí rozvodů.